# Smola
Smola je ovisno o temperaturi i starosti, manje ili više tekuća tvar ili proizvod, koji se sastoji od različitih kemijskih tvari. Smole se koriste primjerice za proizvodnju boja, lakova, sapuna ili terpentina. Smolu proizvode neke biljke, a posebice crnogorička stabla. Koristi se primjerice za proizvodnju ljepila, tamjana i parfema. U industrijskom sektoru se uglavnom koriste umjetno proizvedene smole. Smole mogu dakle biti prirodne i umjetne smole. 

## Prirodna smola
Prirodne smole su amorfni proizvodi koji većinom nastaju u stabljici i kori, rjeđe u lišću nekih drvenastih biljaka, i izlučuju se u balzamu, spontano ili kada se biljka ozlijedi. Kada iz balzama ispare hlapljiva ulja u kojima su otopljene, smole zaostaju kao većinom krte i prozirne mase. Osim tako dobivenih svježih (recentnih) smola, poznate su i fosilne smole (jantar, kopali), a i smole životinjskoga podrijetla (šelak). Smole su u posve čistom stanju bez okusa i mirisa, boja im je redovito žuta do smeđa, rjeđe crvena (zmajeva krv) ili zelenkasta (mastiks), gustoća od 0,9 do 1,3 g/cm³, talište između 40 °C i 360 °C (jantar). Netopljive su u vodi, u alkoholu se neke otapaju lako (benzojeva smola), druge samo djelomično (damar, kopali); u drugim su organskim otapalima potpuno topljive. Smole su po kemijskom sastavu složene smjese organskih spojeva, na primjer smolnih kiselina (kolofonij sadrži do 90% abijetinske kiseline), smolnih alkohola, estera, ugljikovodika i tako dalje. Jantar sadrži jantarnu kiselinu. Smole ne gnjiju pa su se već u starom Egiptu i Kartagi upotrebljavale za balzamiranje trupala. Neke prirodne smole koriste se i danas (na primjer benzojeva smola, damar, gumigut, kolofonij, mastiks, šelak).

## Umjetne smole
Umjetne smole su sintetski polimeri, najčešće viskozni ili lakotaljivi pretpolimeri smolaste konzistencije, pogodni za oblikovanje i preradbu, koji nastaju polikondenzacijom monomera. Neke se umjetne smole koriste u tom obliku, na primjer kao veziva za lakove (alkidne smole) i ljepila. Međutim, većina se umjetnih smola (fenol-formaldehidne, epoksidne i aminoplastične smole, nezasićeni poliesteri) zagrijavanjem i dodatkom reaktivnih spojeva (umrežavala) nepovratno povezuje i otvrdne u duromere, netopljive i netaljive polimerne materijale velike čvrstoće, tvrdoće i toplinske postojanosti. Umjetnim smolama nazivaju se i neki kemijski modificirani prirodni polimeri. 

## Povijest
Za zaštitu drvenih i metalnih površina već su se u prošlosti s većim ili manjim uspjehom upotrebljavale različite vrste prirodnih smola i balzama, voskovi, ekstrakti biljaka, masnoće, bitumenske tvari iz Mrtvog mora i slično. Obojenja su se dobivala utrljavanjem zemljanih boja u vezivo ili pomoću obojenih tvari iz raznovrsnih biljaka tropskog i suptropskog podneblja. U srednjem vijeku kao zaštitna sredstva bile su već poznate neke vrste uljanih boja, asfaltnih lakova, jantarskih lakova, otopina gumiarabike i slično. Brodovi su se impregnirali i otopljenim smolama u nesušivu ulju. Kasnije se pod utjecajem istočnih zemalja za impregnaciju drva i brodova počelo upotrebljavati i četinarsko ulje. Od Arapa je preuzeto terpentinsko ulje kao otapalo, a kineski utjecaj potaknuo je, između ostaloga, i nekoć vrlo raširenu upotrebu takozvanog ruj laka, koji se pripravljao nepoznatim postupkom od sokova biljke ruj ili sumak (lat. Toxicodendron vernicifluum). Metode i postupci obično su se držali u tajnosti i prelazili su s oca na sina, pa su mnogi načini zaštite ostali zagubljeni. Svi su ti načini u likovnoj umjetnosti i u zaštiti površina više ili manje zadržali kroz čitav srednji i dio novog vijeka. Tek se u 15. stoljeću u Nizozemskoj (braća Eyck) po prvi put počelo upotrebljavati sušivo ulje kao vezivo u koje su se utrljali pigmenti. Sušivo ulje bilo je i ranije poznato (10. stoljeće), ali nije bilo upotrijebljeno u širem smislu. 
Prva proizvodnja zaštitnih pokrivnih sredstva počela je u 17. stoljeću u Nizozemskoj zbog dobro razvijene brodogradnje. U 18. stoljeću počelo se u Francuskoj proizvodnjom firnisa i sušivih ulja. Međutim, prva organizirana proizvodnja lakova i boja u Europi počela je tek u 19. stoljeću. Paralelno se razvijala i proizvodnja pigmenata. Prvi anorganski pigment pripravljen je 1704. Bilo je to pariško modrilo. Zaredali su novi pigmenti, i to među najvažnijima olovno bjelilo (1759), cinober (1785), kromove žute i zelene boje (1809), švajnfurtsko zelenilo (1814), ultramarin (1828), litopon (1850), cinkovo bjelilo (1850), a nakon toga započelo se sintezom organskih pigmenata. 
U vremenu do Prvog svjetskog rata kao veziva u lakovima i bojama prevladavala su prirodna sušiva i polusušiva ulja, a od smola kolofonij (iz balzama drveta četinara), kopali (recentne fosilne smole), šelak (iz smolastog ekskreta ličinke biljne uši), različite vrste bitumena, te niz veziva manje važnosti. Od tada se ponuda sirovina za proizvodnju lakova i boja bitno promijenio. U vremenu između dva svjetska rata, a osobito nakon Drugog svjetskog rata, u proizvodnji lakova i boja prešlo se od iskustvenog (empirijskog) načina rada na razvojno istraživačke studije povezane s kemijskom industrijom i proizvodnjom opreme. Uvedena je nova tehnologija i novi uređaji, te postrojenja za postupke miješanja, dispergiranja, filtriranja, pakiranja i drugo. Proširila se i primjena lakova i boja, pa se bitno promijenio način njihova nanošenja na podlogu i sušenja. Anorganskom i organskom sintezom priređeni pigmenti i punila postojani su u određenim uvjetima (otpornost prema svjetlu, višim temperaturama, kemijskim utjecajima), zatim novi aditivi i nove vrste otapala, a nadasve nove vrste veziva, koja su glavni nosioci kvalitete lakova i boja.

## Smolarenje
Smolarenje je postupak dobivanja biljnih smola i balzama iz pojedinih vrsta crnogoričnoga drveća (bor, smreka, jela, ariš) koje ima razvijene smolne kanale – smolenice. Iz stabla se smola dobiva pravljenjem ozljeda na kori, različita oblika i položaja ovisno o tehnici smolarenja (francuska, njemačka, američka). Smolarenje na živim crnogoričnim stablima može se obavljati od 16 do 60 godina. Glavni su proizvodi borovih smola monoterpeni i diterpeni, koji se destilacijom izdvajaju u obliku terpentinskog ulja (terpentin), odnosno kolofonija, te arišev i kanadski balzam. Iz mlađih dijelova stabla, grana, grančica i iglica, destilacijom se dobivaju eterična ulja.

### Kolofonij
Kolofonij (lat. colophonia, prema grč. Κολοφωνία [ῥητίνη]: kolofonska smola) je tamnožuta do svijetlosmeđa, translucentna čvrsta tvar koja preostaje pošto se destilacijom uklone hlapljivi sastojci iz smolne izlučine nekih vrsta bora. Ime je dobio po Kolofonu, gradu u antičkoj Grčkoj (danas na području Turske) poznatome po proizvodnji kolofonija. Lomljiv je, ljušturasta loma, zagrijavanjem postaje ljepljiv, na 70 do 80 °C omekša, tali se na 110 do 130 °C. Topljiv je u organskim otapalima i lužinama, netopljiv u vodi. Služi u proizvodnji papira, sapuna, lakova, politura za drvo, grafičkih boja, maziva te kao sredstvo protiv klizanja (premazivanje gudala, plesačkih cipela, podova, pozornica). 

#### Terpentin
Terpentin (njem. Terpentin, prema lat. terebinthina [resina]: [smola] drveta smrdljike) je smolna izlučina crnogoričnih drveta; sastoji se od hlapljivoga terpentinskog ulja (terpentin u užem smislu) i od nehlapljivih smolnih kiselina, koje tvore glavnu masu kolofonija. Služi za izradbu lakova i firnisa. Terpentinsko ulje bezbojna je, hlapljiva i aromatična tekućina; glavni joj je sastojak pinen, C10H16, diciklički terpen iz kojega se dobiva kamfor. Ulje se rabi kao otapalo za masti, ulja, smole, boje (nalič), lakove i firnise te u proizvodnji mirisa. 

### Šelak
Šelak (njem. Schellack < niz. schellak, od staroniz. schel: ljuska) je prirodna plastomerna smola koja nastaje ubodom ženke štitne uši (lat. Coccus lacca), u grane različita istočnoindijskoga drveća, uglavnom na vrstama Ficus religiosa, Ficus bengalensis i Ficus laccifera iz porodice dudova (murva) Iz ozljede curi balzam, koji se, kada se osuši, struže s grana (sirovi šelak). Crvene je boje od boje kukaca. Ispiranjem vodom, uklanjanjem voska alkoholom i pretaljivanjem sirovoga šelaka dobivaju se svijetle vrste. Na tržište dolazi u obliku tankih pločica i listića žute do tamnonarančaste boje. Može se vrlo dobro glačati, pa se, otopljen u špiritu, često rabi za poliranje drva. Sastojak je nekih ljepila, lakova, tuševa i sprejeva za kosu, služi za izradbu dugmadi, primjenjuje se i za električnu izolaciju.